# Saská kuchyně
Jako saská kuchyně (německy Sächsische Küche) se obecně označuje kuchyně hornosaské kultury v prostoru středního Německa. Alternativně se pak hovoří o saské kuchyni jako takové v rámci dnešních hranic Svobodného státu Sasko, u které lze přirozeně vysledovat zřetelné přesahy do stravovacích zvyklostí Saska-Anhaltska a Durynska. Patří sem zejména regionální kuchyně Krušných hor, Fojtska, Horní Lužice a menších oblastí Slezska. Nějaká jednotná saská kuchyně se vyskytuje zrovna tak zřídkakdy jako jednotná německá kuchyně. Jedná se spíš o kombinaci regionálních kuchařských tradic jednotlivých regionů nebo krajů Saska, jako je Fojtsko, pro jehož kuchyni jsou typické mnohé vlivy z Durynska a Franků, Krušných hor nebo Horní Lužice. Ovšem i v Krušných horách existují rozdíly, např. pokud jde o Neunerlei („devět různých pokrmů“), což je typické jídlo u štědrovečerního stolu. Od vesnice k vesnici pak existují zjevné rozdíly v přípravě jídel a v stravovacích návycích.
Tato kuchyně se často považuje za poměrně vydatnou, což je typickým středoněmeckým znakem. Její součástí je řada omáček určených k hlavnímu jídlu a trend servírovat knedlíky jako alternativu k bramborám, těstovinám či rýži. O jednotlivých zvyklostech této kuchyně také rozhodovalo historické bohatství různých saských regionů. Vzkvétající města Drážďany a Lipsko mají bohaté a někdy extravagantní kuchyně, např. Leipziger Allerlei vyráběné z krabů. Naproti tomu obyvatelstvo Krušných hor, do 20. století značně chudé, žilo na jednoduchých pokrmech, jako byly vařené neloupané brambory, tvaroh a lněný olej, bramborová polévka, nebo dokonce jen tak, a to bylo pravděpodobně jídlem většiny obyvatel Krušných hor, o bramborách nebo chlebu se lněným olejem. Ve Fojtsku potom z části dominovala kuchyně zámožných sedláků, pro které byla samozřejmostí nedělní pečeně.

## Charakteristika

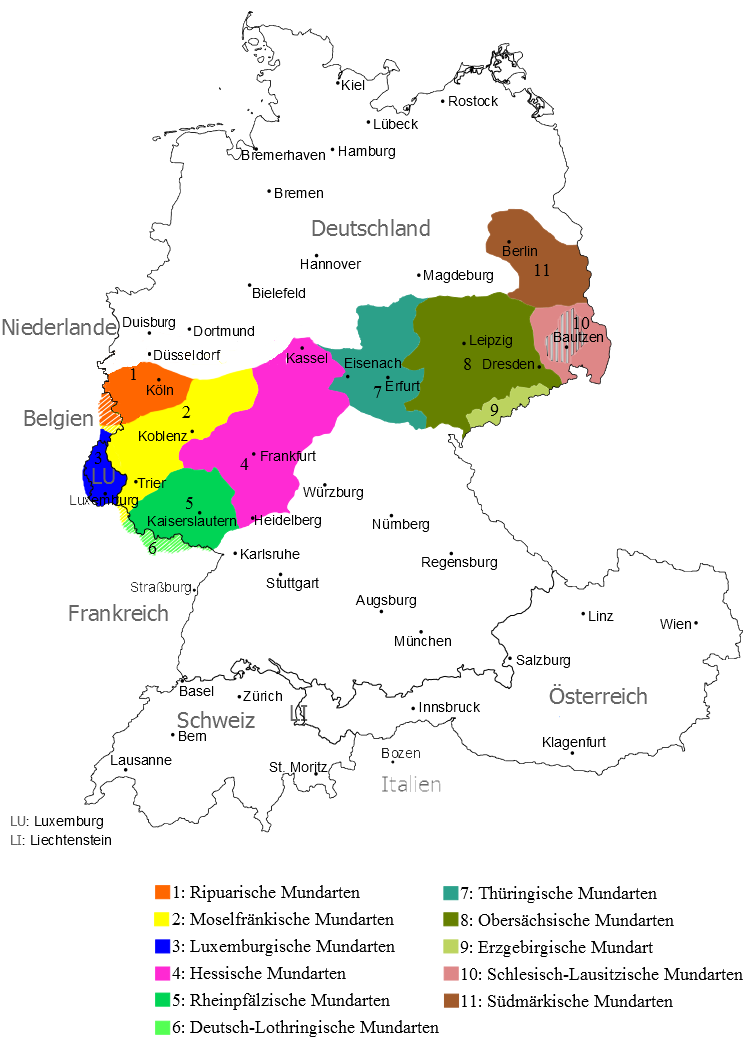
Oblast rozšíření hornosaských dialektů na mapě středoněmeckých nářečí

Lze říci, že existuje tolik saských kuchyní, kolik je různých regionů současného Saska. Konkrétně jde o kuchyni Fojtska, která je v mnohém ovlivněna Durynskem a Franky, kuchyni Krušnohoří s rozdíly u jednotlivých údolí, kuchyni Lipska a okolí, kuchyni Horní Lužice, kuchyni Drážďan (Míšeň, Saské Švýcarsko) a kuchyni Lužických Srbů. Základem jsou omáčky a knedlíky, což je pro střední Německo typické. Z ryb se zde kvůli nedostupnosti moře připravují, tak jako v celé střední Evropě, pstruzi a kapři. Kuchyně Krušných hor byla po staletí formována měnícími se ekonomickými podmínkami v hornictví, řemeslech, lesnictví a domácí práci. To se odráželo v jednoduchosti jednotlivých ingrediencí, v umění improvizace a kreativitě žen v krušnohorských domácnostech. Dlouhou tradici mají drážďanské štóly související se zdejším vánočním trhem Dresdner Strietzelmarkt, jenž se považuje za nejstarší v Německu (Strietzel znamená v hornolužickém nářečí němčiny „štóla“). Lipská kuchyně (Lipsko a Lipská nížina) se značně lišila od kuchyně v bezprostředním okolí, což historicky souvisí s bohatstvím měšťanů tehdejšího tržního města. Vznikla zde řada pokrmů, které vynikají extravagancí a drahými přísadami, které v poměrně chudých Krušných horách nebylo možné koupit. Lipská kavárna Zum Arabischen Coffe Baum, poprvé zmíněná v roce 1556, je jednou z nejstarších kaváren v Evropě. Z tohoto důvodu se také hovoří kavárenském Sasku, v němž mimo jiné vznikl pojem Blümchenkaffee, tj. „káva, která je tak řídká, že přes ní lze vidět květinový dekor na dně šálku“ a rovněž překapávaná káva, což je patent drážďanské firmy Melitta z roku 1908.

## Exkurz: Saská dvorní kuchyně
Zvláštní kapitolou v dějinách saské kuchyně jsou dochované recepty z kuchyně saských kurfiřtů a králů, zejména ze slavného augustovského období. Pro saskou dvorní kuchyni kolem roku 1700 bylo příznačné, že všechny ingredience musely být dodávány ve správný čas, neboť možnosti chlazení potravin byly velmi omezené. Proto se využívaly místní sezónní produkty. August II. Silný upřednostňoval vína z Francie, Porýní nebo Franků. Převážná většina potravin, jako je máslo, sýr nebo maso však nemohla být přepravena daleko a musela se získávat přímo v regionu, takže zvěřina a ryby z k tomu určených umělých rybníků pocházely z východu Saska nebo z Moritzburgu. Potraviny se také sušily, nasolovaly a namáčely v cukru, který byl v té době velmi drahý. Časové omezení při sezónním pěstování ovoce a zeleniny se barokní pěstitelé pokoušeli řešit např. rychlením klíčení chřestu nebo výsadbou různých odrůd ovoce pokrývající co nejdelší časové období. Recepty z královské tabule v tomto století hladu zahrnují např. sametovou polévku z telecích mozků podávanou na míšeňském porcelánu s červeným drakem, krabí máslo, zelné klíčky, červené zelí v mléce, soufflé z koroptve, štikové knedlíky s chřestem, kdoulový kompot nebo lipské štóly, nechybějí ani afrodiziakální jídla („Diner d’Amour“). To vše je známo z dochovaných jídelních lístků, které připomínají umělecké dílo. Tato kuchařská tradice je považována za saské kulturní dědictví a některé její principy, jako je sezónnost a preference místních potravin, jsou v souladu se současnými gastronomickými trendy.

## Jídla a nápoje vSasku

### Hlavní jídla

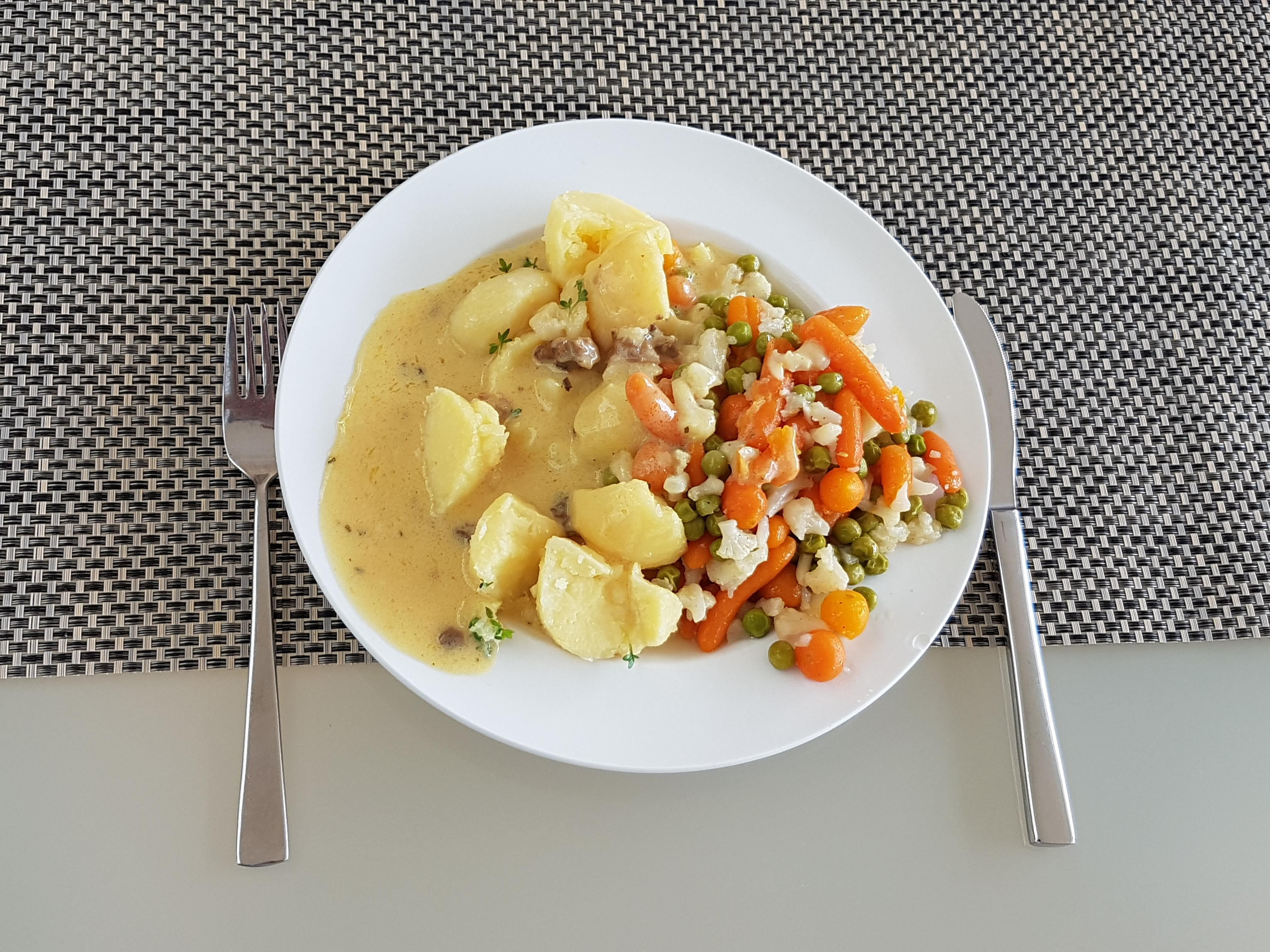
Leipziger Allerlei

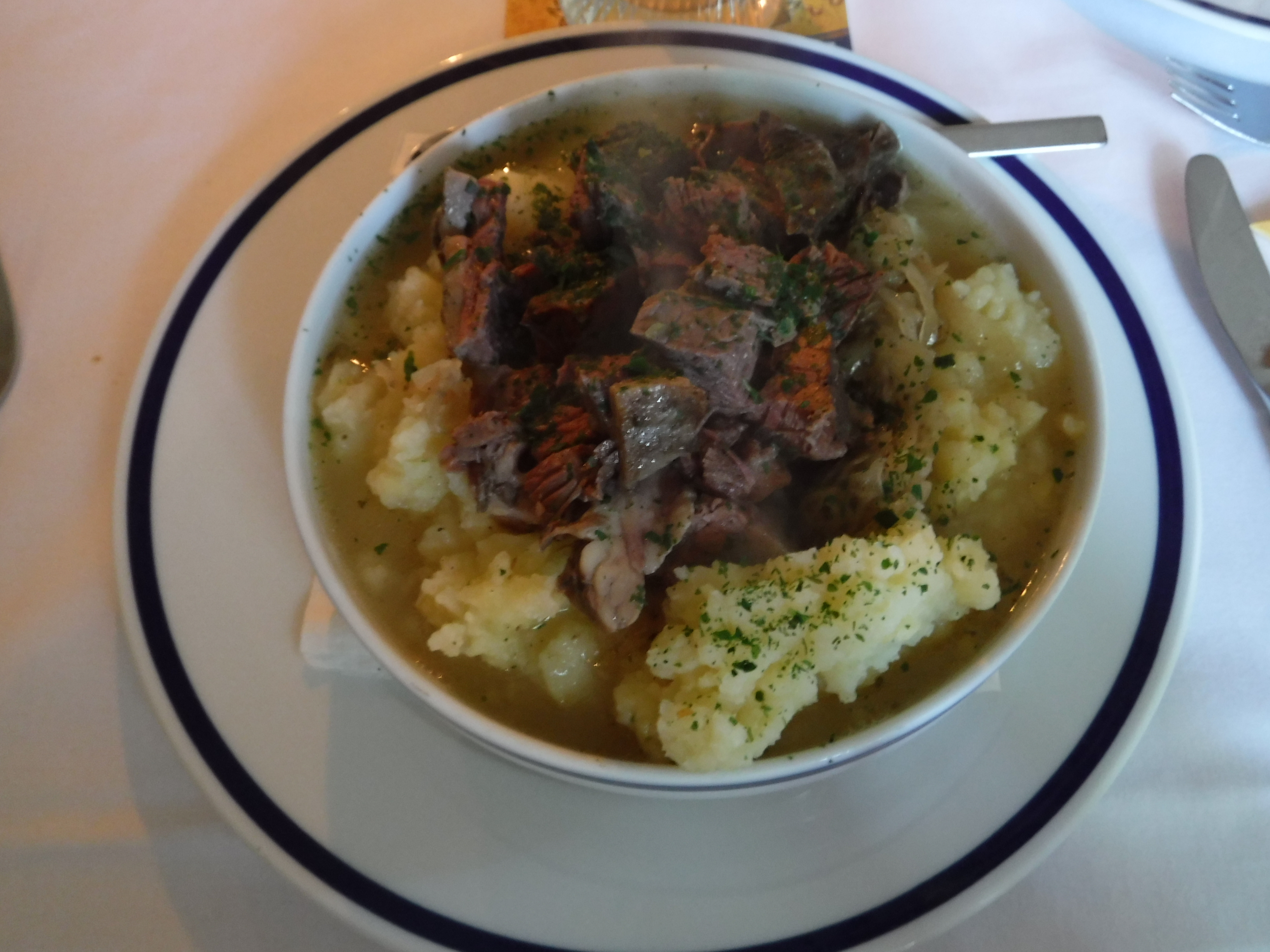
Teichelmauke

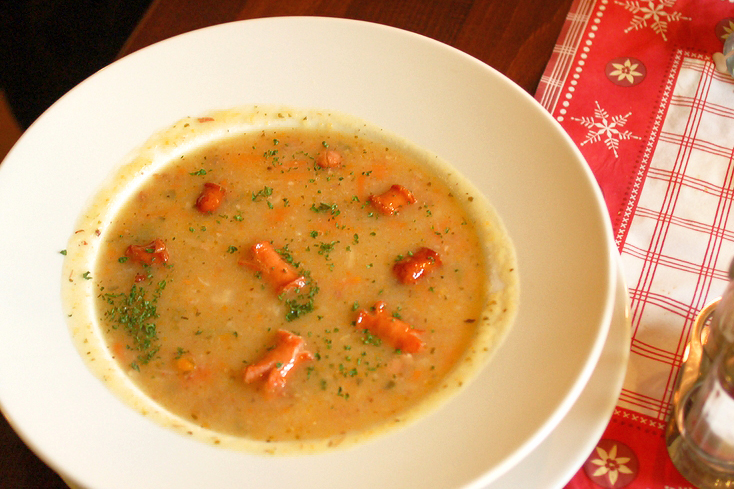
Kartoffelsuppe

- Leipziger Allerlei – Nejznámějším pokrmem z Lipska je zeleninová směs z mladého hrášku, mrkve, chřestu a smržů. Do tohoto pokrmu byli tradičně zahrnuti také říční raci, ale dnes se už obvykle nepoužívají.
- Sächsischer Sauerbraten – Jedná se o dušenou vepřovou pečeni, pro niž se maso několik dní marinuje v octové vodě s kořením. Omáčka je spojena kořeněným koláčem (sladkým perníkem), který pokrmu dodává vlastní příchuť. Přílohu tvoří knedlíky a červené zelí. Na rozdíl od rýnské verze jídla Sauerbraten se v Sasku nepoužívají rozinky a konina.
- Wiegebraten neboli „zvážená pečeně“ se připravovala ze surovin, které byly předem naváženy. Je tvořena směsí vepřového a mletého hovězího masa s bílým chlebem, vejci a kořením. Tato pečeně se obvykle podává s vařenými či opékanými bramborami a omáčkou, k níž se často přidává také zelenina. V Drážďanech je specializovaná restaurace Zum Wiegebraten, kde lze pokrm vyzkoušet.
- Leberwurst („Jitrnice“) se v Sasku jí jako roztíratelná pomazánka na chléb, ale také jako hlavních chod podávaný např. s bramborem nebo bramborovou kaší a zelím.
- Tote Oma („Mrtvá babička“) v Sasku označuje jelítko nebo jinou černou, červenou či krevní klobásu, která se zbaví střívka, ohřeje se na kašovitou hmotu a podává se obvykle se zelím a loupanými či vařenými bramborami.
- Jägerschnitzel – „Lovecký řízek“ je obalovaný plátek tzv. „loveckého salámu“ (ten německý připomíná český šunkový salám) nebo pivní šunky o tloušťce asi 1 cm, který se podává s omáčkou z rajčat a cibule. Přílohou jsou brambory, bramborový salát, bramborová kaše, hranolky, krokety nebo nudle.
- Wellfleisch – Jedná se o vepřový ovar, který se jí se zelím a knedlíkem.
- Teichlmauke – Teichlmauke, Timplmauke nebo Titschlaumauke je pokrm z Hornolužické vrchoviny skládající se z bramborové kaše a vařeného hovězího masa s vývarem a zelím. Bramborová kaše je servírována na hlubokém talíři tak, aby uprostřed zůstal prázdný dolík, který představuje „rybníček“ (Teichl). Ten je naplněn vývarem a nasekaným masem. Kolem masa je rozmístěno zelí.[6]
- Neunerlei („devět různých pokrmů“) je starý vánoční zvyk, který se pěstuje na Štědrý den v Krušných horách a částečně i ve Fojtsku (dříve i na Chebsku). Pojem označuje „devět různých pokrmů“ (nebo jejich složek), které se mohou lokálně velmi lišit. Příkladem takového jídla může být klobása s vařenými bramborami, zelím a rozpuštěným máslem. Jako zákusek se podává celer, potom čočková polévka, a nakonec borůvkový kompot. Na stole je vždy připraven chléb a sůl. Jednotlivé ingredience mají vždy nějaký konkrétní symbolický význam, např. klobása vyjadřuje srdečnost a sílu, kysané zelí to, že život nesmí zkysnout, čočka to, aby nedošly drobné, husa či vepřová pečeně zajišťuje, že se rodiny bude držet štěstí, kompot znamená, že se má člověk z života těšit, chléb, že neonemocní, ořechy a mandle pak znamenají, že každodenní život bude v příštím roce dobrý, a nakonec houby nebo řepa přinášející radost, štěstí a zdraví. Těchto devět pokrmů doprovázejí zvyky, jako je sláma pod vánočním ubrusem, drobné pod talíři a prostírání pro (chudého) hosta. Nedoporučuje se během jídla vstávat („jinak vás okradou“ nebo „jinak vám slepice budou zanášet vajíčka“). Je také běžné, že se sůl a chléb zabalí do ubrusu a nechá se tam přes noc.

### Polévky
- Kartoffelsuppe (Bramboračka) je vydatná polévka vyrobená z rozmačkaných brambor, mrkve a celeru, dochucená majoránkou. Stejně jako v případě české verze se do ní přidává salám.
- Sächsische Flecke je označení speciální dršťkové polévky. Je ochucena octem, lehce zahuštěna a připravuje se z hovězích žaludků nakrájených na proužky.
- Holunderbeersuppe neboli „bezová polévka“ je původně specialitou tkalců. Nabízena je mj. na Hornolužickém dni tkalců v Seifhennersdorfu. Bezová polévka se však jí také ve Fojtsku.[6]

### Jídla zbrambor

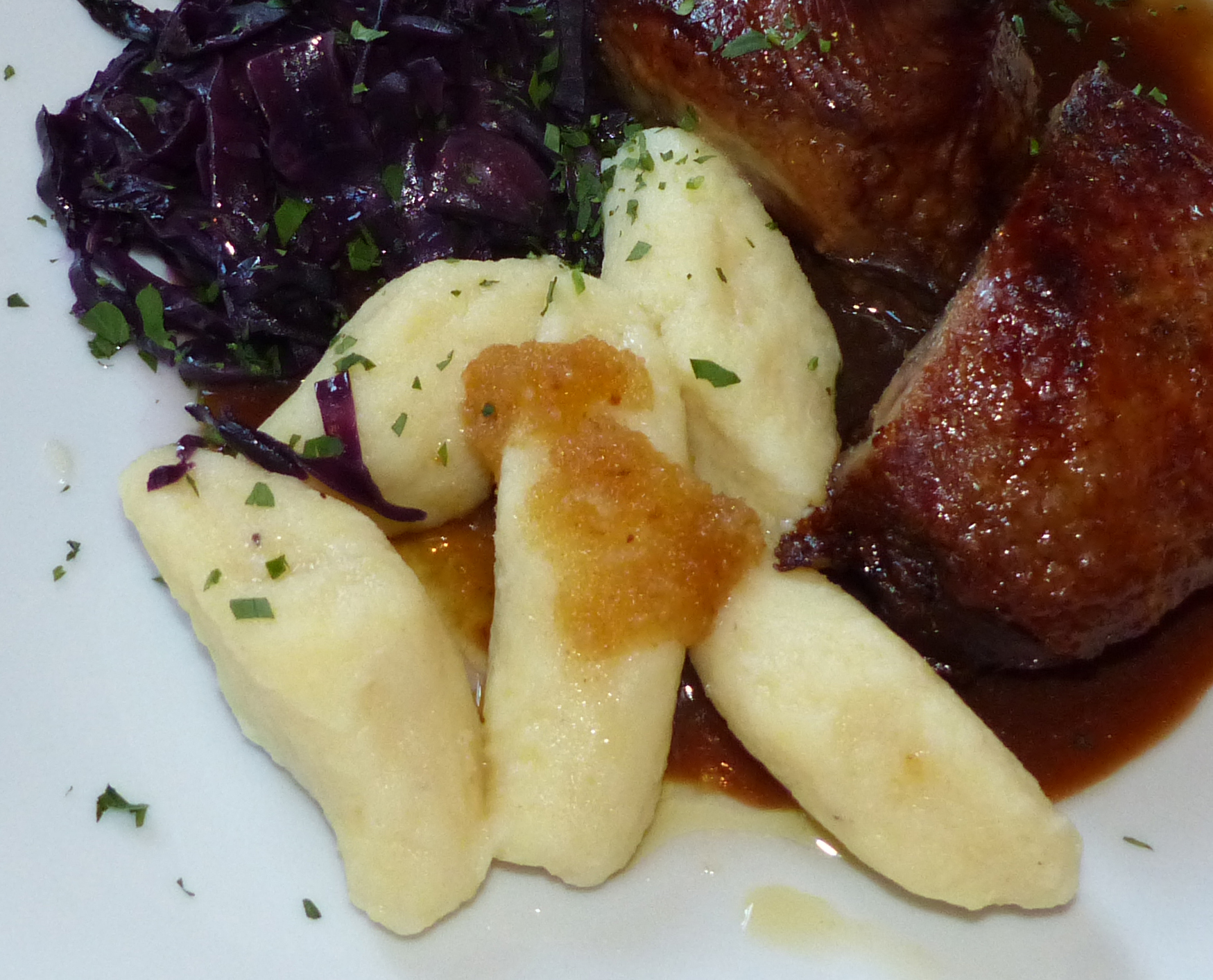
Oberlausitzer Stubberle

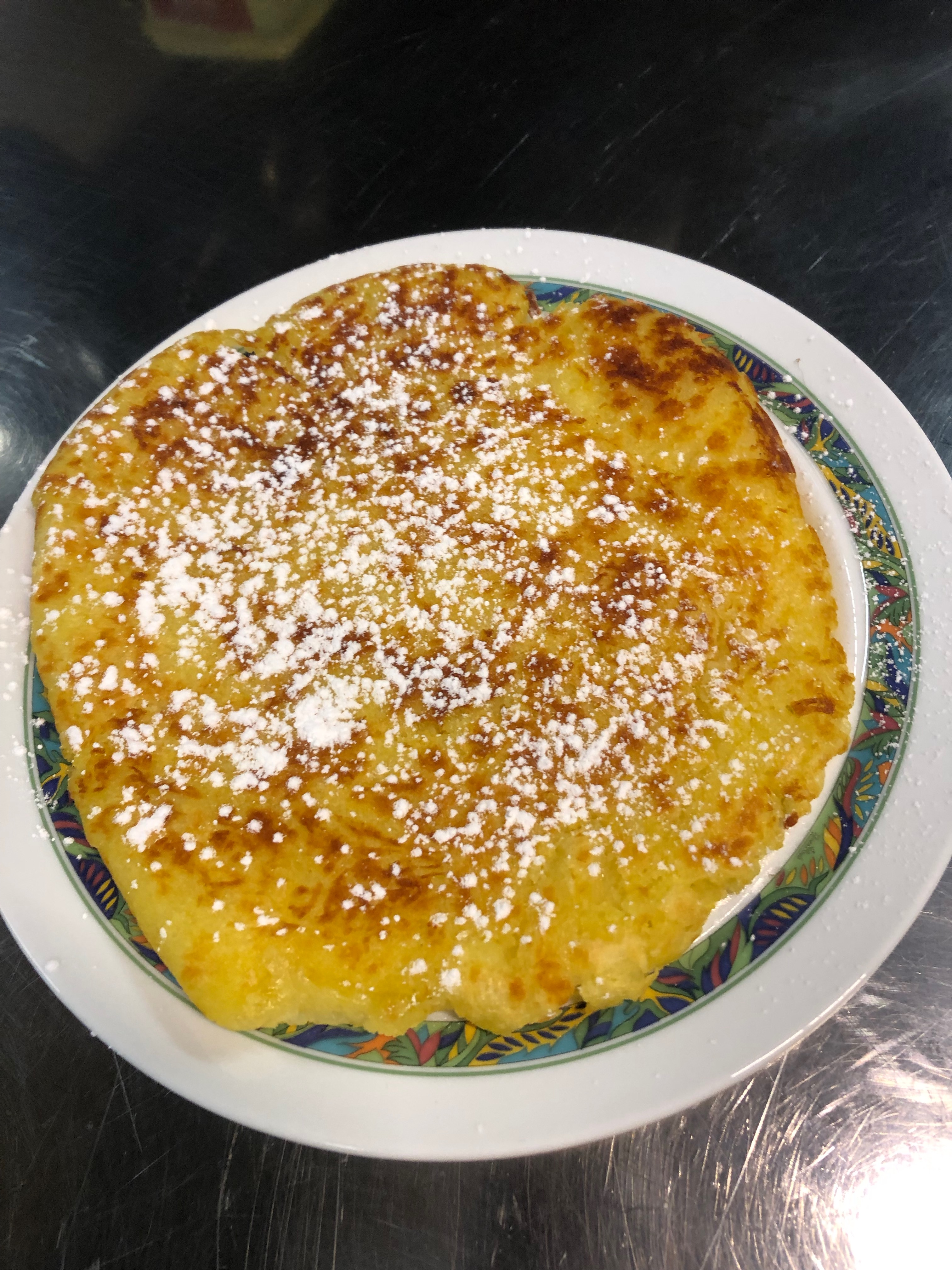
Rauchemaad

- Wickelklöße („Vinuté knedlíky“) jsou variantou bramborového knedlíku. Vyválené těsto s moukou a vejcem se při jejich výrobě posype smaženou strouhankou a zavine. Válečky se nakrájejí na plátky, které se poté uvaří ve vroucí vodě.

Na západě Saska se vyrábějí ze stejného těsta jako tzv. moučné knedlíky, které jsou oblíbené ve Francích. Plochý knedlík se natře máslem a posype opečenou strouhankou. Potom je těsto zavinuto a nakrájeno na kousky o velikosti 10–15 cm. Tyto knedlíky se vaří po dobu 15 minut a poté se podávají s vepřovou pečení nebo s masovými roládami.
V Krušnohoří se brambory nejdříve vaří ve slupce a po vychladnutí se oloupou. Nastrouhané nebo rozmačkané brambory se s vejcem a moukou uhnětou na těsto a dochutí se solí a muškátovým oříškem. Těsto se vyválí na sílu tužky, potáhne se máslem a strouhankou a poté sroluje. Nakonec se nakrájí na kousky, kraje se stlačí a poté se knedlíky uvaří. Jedí se k dušeným pokrmům, jako je guláš nebo pečený králík.
Franské moučné knedlíky se vyrábějí z mouky, vajec, trochou soli, někdy mléka nebo jedlé sody a vaří se ve vroucí solené vodě nebo v polévce. Existují také varianty se stejným podílem mouky, brambor a rohlíků nebo krupice.
- Stubberle nebo Stupperle jsou variantou bramborového knedlíku z Horní Lužice.
- Bambes jsou bramborové placky, které jsou oblíbené ve Fojtsku.
- Fratzen jsou druhem bramborových placek či bramboráků z Krušných hor. Při jejich přípravě se nastrouhají syrové nebo vařené brambory a z obou stran se opečou jako placky ve velikosti dlaně. Pokud jsou vyrobeny pouze ze surových brambor, říká se jim Griene Fratzn.
- Klitscher jsou opět bramboráky z Krušných hor. Těsto obsahuje vejce a cibuli, lze přidat i tvaroh, podmáslí, zelí nebo kmín. Často se jedí se sladkými přílohami, ale také s kozlíčkem. V případě použití vařených brambor se označují jako Goldene Klitscher, u syrových brambor Grüne Klitscher. Obsahují-li kysané zelí, říká se jim Saure Klitscher.
- Rauchemaad je další druh bramborových placek z Krušnohoří, u něhož se používají pouze vařené brambory, Těsto je vtlačeno do pánve na sílu palce a opečeno jen z jedné strany. Placky se konzumují teplé, posypané cukrem. Jako příloha se užívají jablečná povidla nebo bobulový kompot.
- Latschen jsou dalším druhem bramborových placek z Krušných hor.
- Getzen nebo Buttermilchgetzen jsou tradiční pokrm z Krušnohoří. Skládají se ze strouhaných surových brambor, podmáslí, nakrájené slaniny a cibule, jsou dochucovány pepřem nebo kmínem a někdy špekem či kousky vepřové pečeně a zapékány se lněným olejem na pánvi. Podávají se zpravidla s bobulovým kompotem.[6]

### Ryby
Pstruh se v Sasku nejčastěji připravuje na mlynářský způsob nebo na modro s vařenými bramborami. Někdy se však jí také uzený.
Kapr se obvykle ochucuje octem a podává se s kořenovou zeleninou a smetanovým křenem. Tak jako v České republice, ne však vždy, je velmi oblíben jako štědrovečerní jídlo.
- Vogtländischer Karpfen („Fojtský kapr“) se konzumuje s červeným zelím a vařenými bramborami nebo zelenými knedlíky. Omáčka se připravuje z mrkve, petrželky, kedlubnu, póru, červené řepy, celeru a chlebové kůrky, dochucená pepřem a bobkovým listem. Vaří se v samostatné pánvi a pak se rozmixuje. Solené kousky kapra se vkládají do hrnce s máslem a zalijí se omáčkou.[6]

### Sladké pečivo

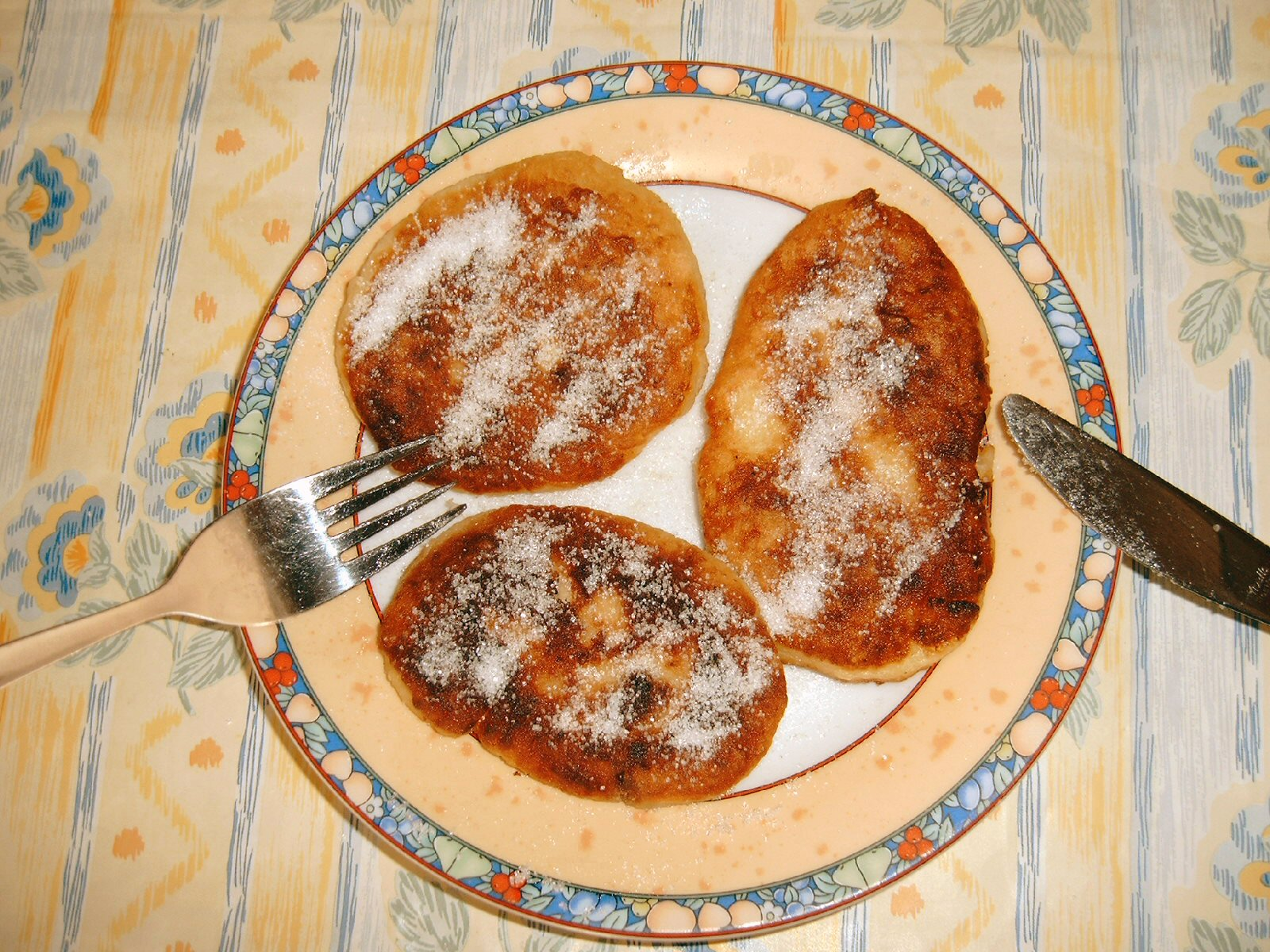
Quarkkäulchen

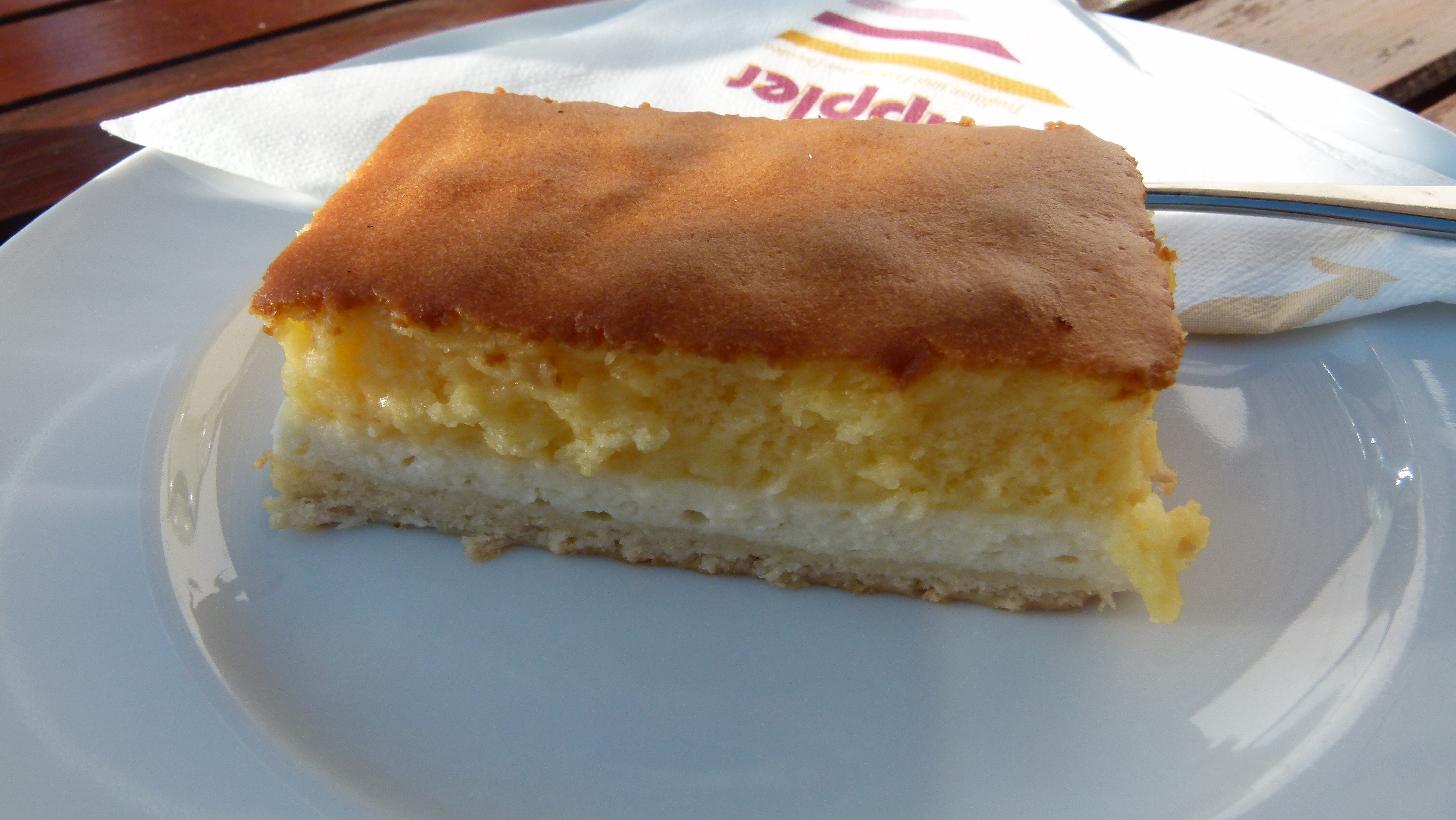
Dresdner Eierschecke

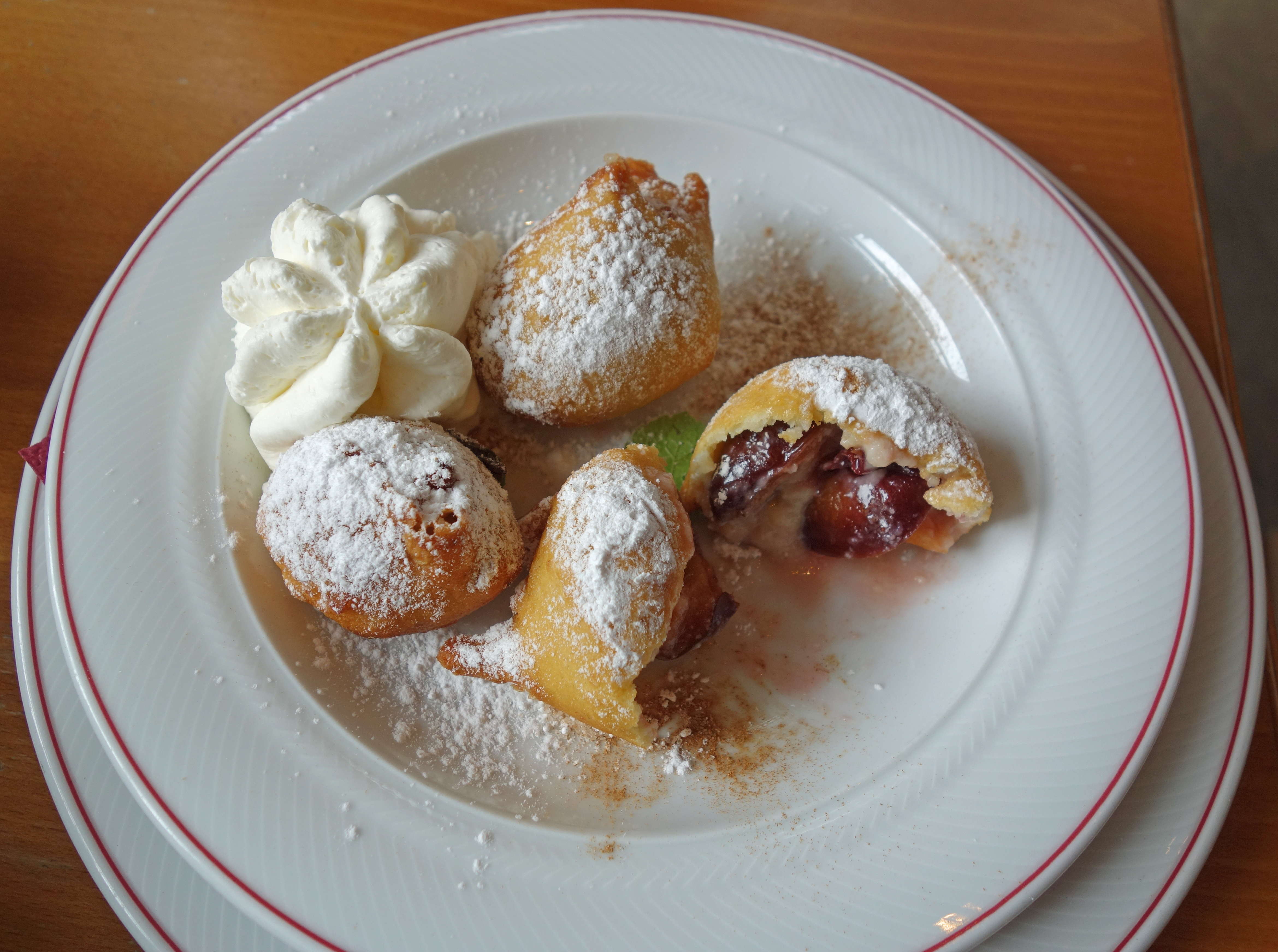
Leipziger Räbchen

Sasko je rájem pro ty, kteří mají rádi sladkosti. Žádná jiná spolková země nepřipravuje tolik různých koláčů a dortů, které jsou nezbytností související se saskou kulturou pití kávy.
- Quarkkäulchen jsou smažené knedlíčky z bramborového tvarohového těsta s rozinkami, cukrem a skořicí.
- (Dresdner) Eierschecke je třívrstvý vaječný koláč, který se připravuje na plechu z kynutého těsta. Někdy má také dortovou formu, ale chuť je stejná. Na tenký základ z kynutého těsta se rozprostře tvarohovo-pudinková vrstva a na ní pak třetí vrstva z nadýchaného vaječného žloutkového krému. Do koláče lze přidat rozinky nebo drobenku, ale není to nezbytné. Koláč je pojmenován po středověkém pánském „oděvu ze tří částí“ (horní část, dolní část a opasek) zvaném Schecke. Z Drážďan pocházející spisovatel Erich Kästner jednou řekl: „Eierschecke je druh koláče, který je ke škodě lidstva na zbytku zeměkoule neznámý.“
- Freiberger Eierschecke je variantou, která na rozdíl od té drážďanské nemá prostřední tvarohovou vrstvu, neboť tvaroh byl podle legendy ve Freibergu použit na stavbu hradby. Sladký vaječný krém s rozinkami se proto pokládá přímo na spodní vrstvu z kynutého těsta. Freiberger Eierschecke je od roku 2007 pod ochrannou známkou.
- Prasselkuchen je další regionální koláčovou specialitou ze Saska a Slezska. Připravuje se z listového těsta, které je glazované, potažené marmeládou a pokryté silnou vrstvou drobenky. Existují různé varianty včetně těch, které jsou doplněny ovocem, cukrovými a čokoládovými polevami nebo skořicovým cukrem.
- Leipziger Lerche („Lipský skřivan“) je malý křehký koláč naplněný marcipánem. Svým tvarem připomíná vydatné koláče se skutečným skřivánčím masem, které se podávaly ve sváteční dny. Lov zpěvného ptactva byl zakázán v roce 1876, a tak lipští cukráři vynalezli tuto sladkou náhražku.
- Leipziger Räbchen („Lipský havránek“) je vypeckovaná švestka naplněná marcipánem, obalená v pivním těstíčku a osmažená na rozpáleném oleji. Räbchen lze koupit v několika tradičních restauracích v Lipsku, jako je např. kavárna Zum Arabischen Coffe Baum nebo Café Kandler. Specialita se jí horká.
- Meißner Fummel je sladké pečivo, které má tvar malého dutého bochánku, nemá žádnou výplň a je velmi křehké. Těsto se skládá z mouky, vody, tuku, cukru a soli a má delikátní chuť. Fummel se podává s kávou nebo s vínem. Podle legendy bylo pečivo vymyšleno pro kurýra saského krále, který často holdoval míšeňskému vínu. Problém byl v tom, že převážel porcelán, který kvůli opilosti během jízdy často rozbil. Proto začal dostávat na cestu toto křehké pečivo, a v cíli pak musel ukázat, že je v neporušeném stavu. Fummel lze ochutnat např. v míšeňské cukrárně Zieger.
- Dresdner Stollen – Pravděpodobně nejznámější vánoční specialitou ze Saska je „Drážďanská štóla.“ Jako výrobek s chráněným geografickým označením může být vyráběna pouze v Drážďanech. Tato štóla se nesmí péct ve formě. Složení těsta je rovněž pevně dané: na 100 dílů mouky musí být nejméně 50 dílů másla, dále 65 dílů rozinek, 20 dílů citronové kůry a/nebo pomerančové kůry a 15 dílů mandlí. Umělé konzervační látky a příchutě nebo dokonce margarín nejsou povoleny. V jiných částech Saska se však pečou štóly, které se od drážďanského originálu liší jen nepatrně.
- Pulsnitzer Pfefferkuchen („Pulsnitzerský perník“) je ručně vyráběný perník, jehož základní těsto před pečením delší dobu zraje. Tyto perníky se v regionu kolem Pulsnitz prodávají těsně před Vánocemi. Ve městě je „Pfefferkuchenmuseum Pulsnitz“, které ukazuje historii perníku a jeho výroby, historické stroje, vykrajovátka, modely, plechovky a mnoho dalšího.[6]

### Přísady
- Lausitzer Leinöl (Lužický lněný olej) je chráněný označením svého původu. Lužickou specialitou je namáčení housky ve lněném oleji a cukru, nebo konzumace brambor na loupačku s tvarohem a lněným olejem.
- Bautz’ner Senf (Budyšínská hořčice) je oblíbenou přísadou saské kuchyně. Nejznámější je její středně ostrá varianta, pro niž je typická lehká křenová příchuť. Její barva nepochází od jinak obvykle přidávané kurkumy, nýbrž z jemného mletí hořčičných zrn.
- Schiebböcker Käse je speciální vařený sýr z Krušných hor, který se vyrábí ze sýra Harzkäse, smetany nebo másla, piva, soli, pepře a kmínu.[6]

### Nápoje

#### Víno

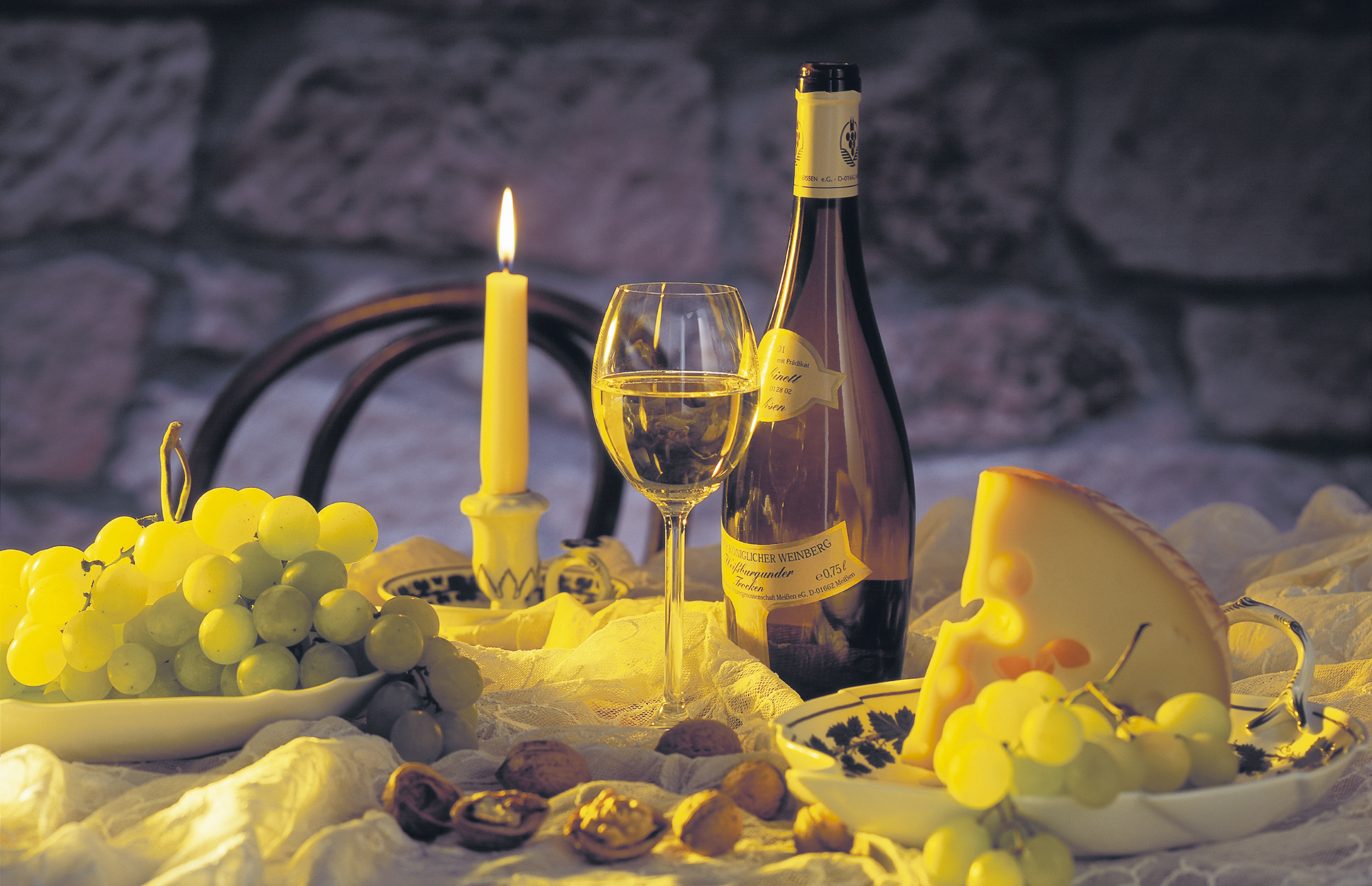
Raritní Rulandské bílé z královských vinic Saské vinařské oblasti v typické lahvi zvané Sachsenkeule

Saská vinařská oblast je s méně než 500 hektary jednou z nejmenších vinařských oblastí v Německu. Zahrnuje také vinařské lokality v Sasku-Anhaltsku a Braniborsku. Rozkládá se podél Labe od Pirny po proudu řeky až vinařským vesnicím kolem Míšně. Pěstují se tu hlavně bílé odrůdy hroznů, na několika plochách pak i odrůdy červeného vína. Sasko je jedinou spolkovou zemí, kde se pěstuje Ryzlink buketový, resp. Goldriesling. Saské víno se prodává v charakteristických lahvích, zvaných Sachsenkeule.

#### Pivo

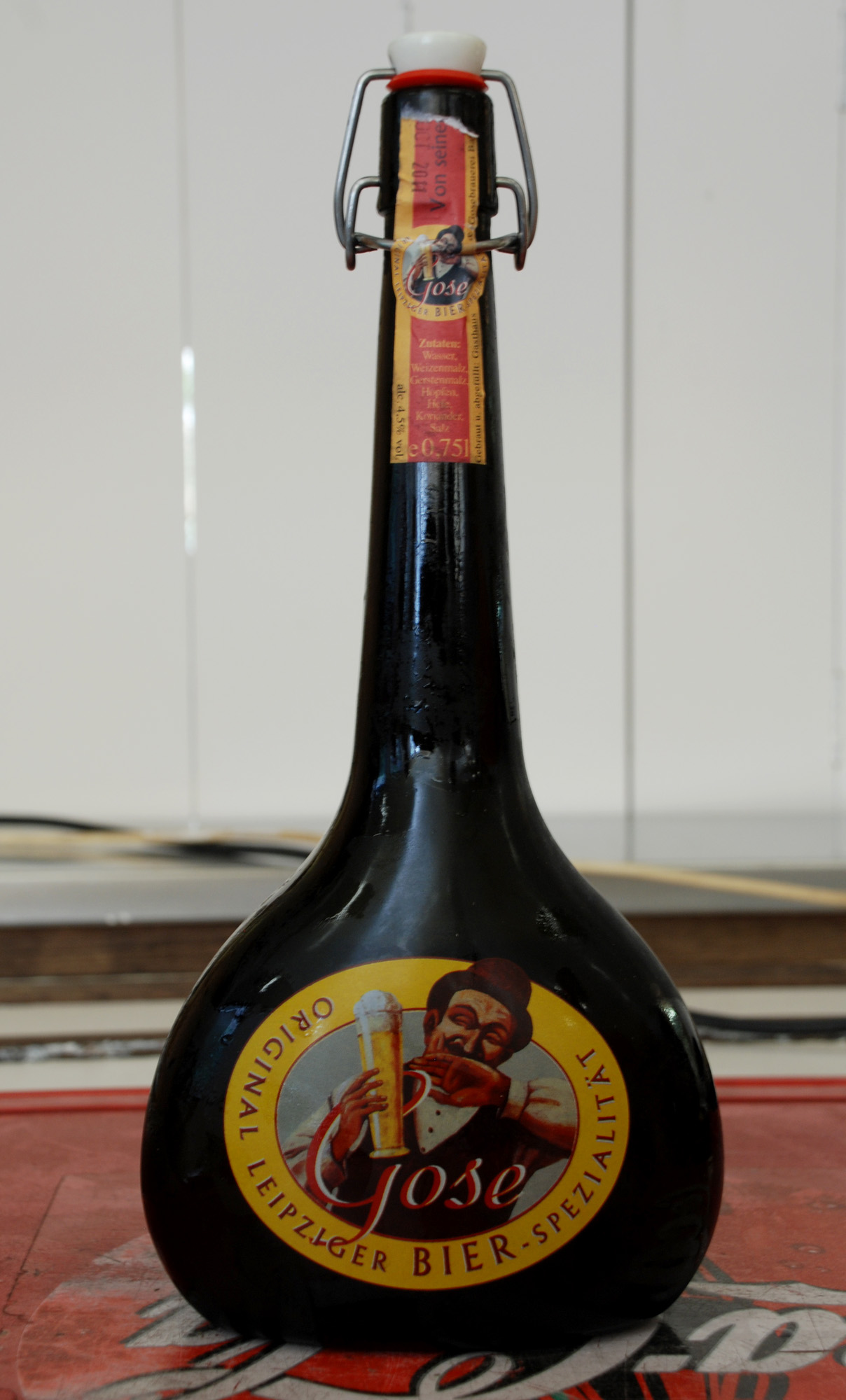
Leipziger Gose

- Leipziger Gose je tradiční typ svrchně kvašeného piva, při jehož výrobě probíhá kromě alkoholové fermentace i bakteriální fermentace kyselinou mléčnou. Proto má toto pivo typicky kyselou chuť podobnou pivu Berliner Weiße. Další zvláštností je přidávání soli a koriandru. Lipští sládci se k tomuto starému receptu vrátili a prodávají ho v restauracích ve městě a okolí. Toto perlivé šumivé pivo se pije s různými příchutěmi, např. s ovocným sirupem, višňovým a kmínovým likérem či likérem Curaçao, popř. s banánovým či jahodovým džusem.

Sasko je bezesporu pivní zemí, jeho spotřeba piva je v Německu nejvyšší. Kromě standardních světlých svrchně kvašených ležáků plzeňského typu (Pilsner), jako je Radeberger (Drážďany), Wernesgrüner (Fojtsko), Freiberger, Sternquell (Plauen), Ur-Krostitzer (Lipsko), Einsiedler (Chemnitz) nebo Landskron (Görlitz) a levnější značky Sternburg Export z Lipska, existuje také velké množství menších pivovarů s vlastními speciálními pivy, např. Meissner Schwerter, Braustolz z Chemnitz, soukromý pivovar Blechschmidt z Treuen ve Fojtsku se svým pivem Treuener Bock nebo pivovar Zwönitz v Krušných horách se svým zrzavým pivem Feieromd.

#### Destiláty a likéry
- Allasch Kümmellikör s 30 % alkoholu
- Reudnitzer Schwarzbierlikör s 20 % obsahem alkoholu
- Dresdner Stollenlikör s 25 % alkoholu, prodává se pouze o Vánocích

#### Nealkoholické nápoje
Oblíbeným nealkoholickým nápojem jsou v Sasku zvláště ovocné mošty z četných lokálních moštáren.

## Lužickosrbská kuchyně

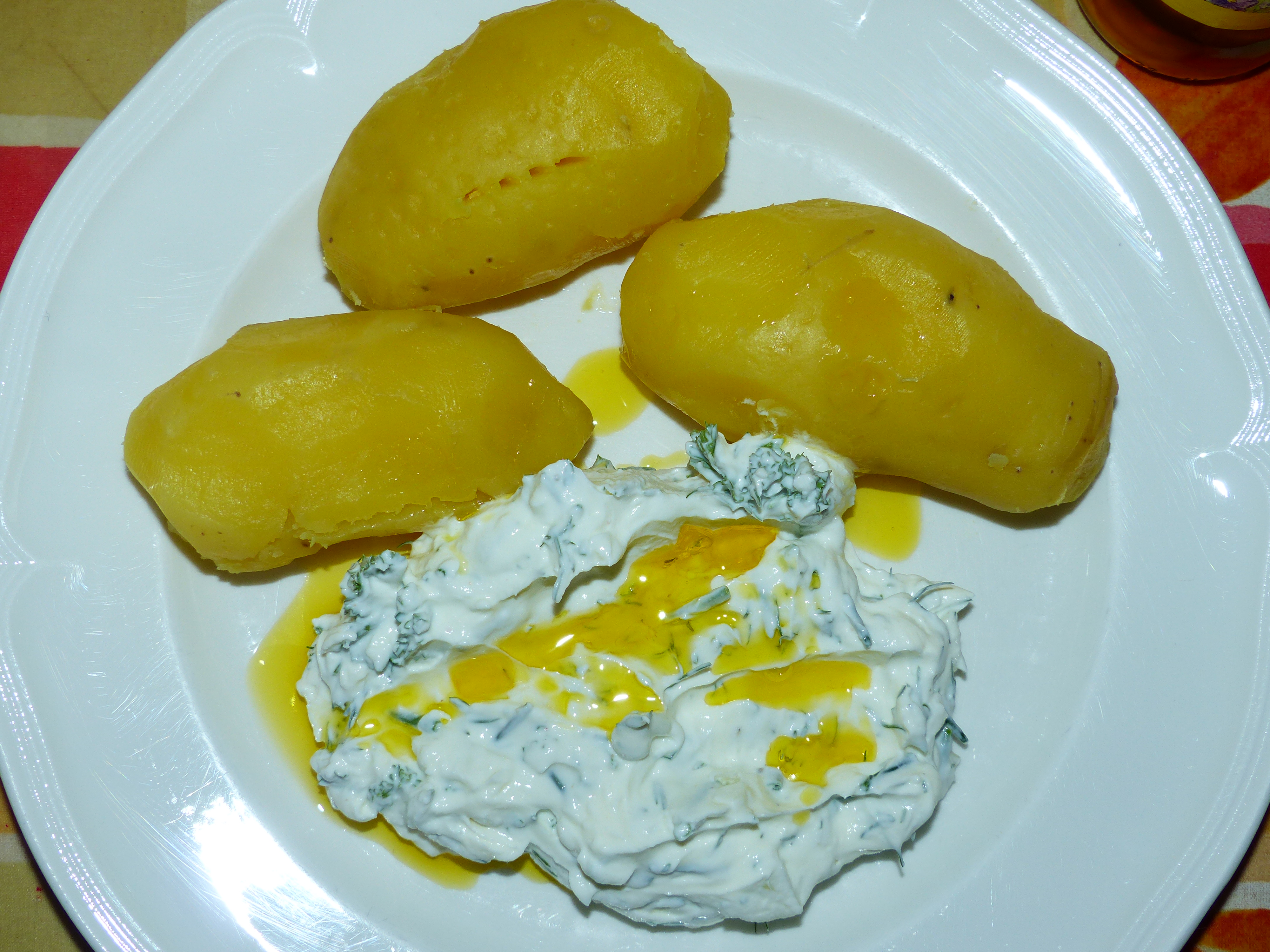
Samobělene neple z twarohom a lanym wolijom

Lužickosrbská kuchyně je málo známá, neboť jde nezřídka o dávné tradice této národnostní menšiny, na které již sami Srbové často zapomínají. Každý obyvatel Lužice však zná brambory na loupačku s tvarohem a lněným olejem a je rovněž známo, že ve Spreewaldu je hojnost ryb. V průběhu času lužickosrbská kuchyně postupně splynula s kuchyní německého obyvatelstva Lužice, protože obě používají stejné regionální přísady, jako jsou okurky, brambory a pohanka. Hlavní přísada dolnolužické kuchyně, lněný olej, je nyní populární po celém Sasku. To, co je pro Lužické Srby typické, souvisí tedy spíše s výběrem, četností a důvody pro přípravu jednotlivých pokrmů.
- Lany wolij (Lausitzer Leinöl) – Pěstování lnu má v Lužici dlouhou tradici, která se v minulosti odrážela v hrubých přírodních tkaninách užívaných pro běžné oblečení i pro věno nevěsty. Dalším produktem pěstování lnu jsou lněná semínka, z nichž se lisuje tento olej, jenž byl tradiční součástí prostých pokrmů Lužických Srbů.
- Samobělene neple z twarohom a lanym wolijom (Pellkartoffeln mit Quark und Leinöl), tj. brambory na loupačku s tvarohem a lněným olejem.
- Kwasna poliwka (Sorbische Hochzeitssuppe) je v zásadě kuřecí polévka s vejci (nebo s vaječnými vločkami) a hráškem, s malými kousky mrkve, chřestu, nebo jinou zeleninou. Zdobí se petrželkou. V Lužici se tato polévka podávala jako první chod při svatebních hostinách (kwas) ve velké polévkové míse, z níž se každý obslouží sám.
- Chrěn z howjazym mjasom (Rindfleisch mit Meerrettich) – Třebaže lužickosrbská kuchyně je kuchyní sedláků a prostých lidí, o některých dnech, jako je svatba nebo masopust, byla hojnost masa. Takovým jídlem byl křen podávaný s hovězím masem, což je pokrm známý v několika „svatebních“ variantách, kdy se k němu jí chléb, popř. zelí.
- Plincy (Sorbische Plinse) jsou vaječné svitky tradičně vyráběné z vajec a podmáslí.[9]

Některé z těchto pokrmů lze ochutnat v budyšínské restauraci Wjelbik.

## Kuchyně zobdobí NDR

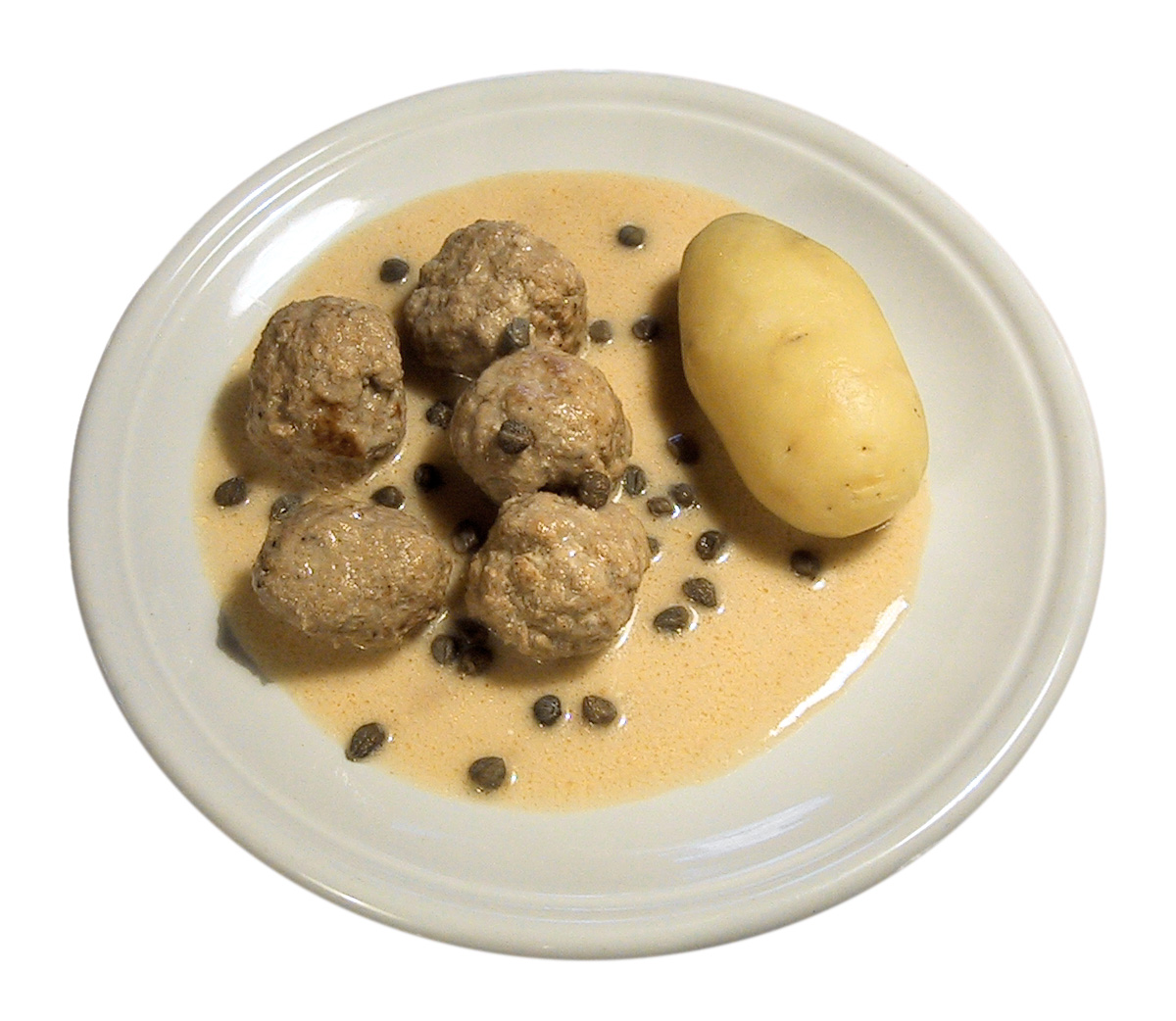
Kochklopse

Po druhé světové válce byla na území Saska o potraviny nouze, denní příděl daný potravinovými lístky používanými až do roku 1958 byl velmi omezen. Obyvatelstvo bylo rozděleno do pěti skupin podle fyzické náročnosti práce. Ti, kteří v roce 1946 spadali do kategorie „běžných spotřebitelů“, dostávali 2400 gramů chleba, 500 gramů masa a 270 gramů tuku týdně. Denní dávka kalorií pro normálního dospělého člověka tehdy činila 1550 kcal/6485 KJ. Tato situace vedla k oblibě levných a prostých jídel a pokrmů, které se často inspirovaly kuchyněmi socialistického Polska, Československa, Maďarska, Rumunska, Bulharska a v neposlední řadě i kuchařskými zvyklostmi v zemi usazených vojsk Sovětského svazu. Typickými pokrmy NDR jsou proto např. guláš, soljanka, lečo nebo „falešný řízek“.
- Soljanka byla v době NDR způsobem, jak proměnit kuchyňské zbytky ve vydatný eintopf ruského typu. Do této syté masové polévky se v Sasku přidávají uzeniny, slanina, okurky, lečo, vývar, rajčatová pasta a zakysaná smetana.
- Senfeier nebo také Senfei jsou vejce s bramborami a kyselou hořčičnou omáčkou. Doporučuje se použít budyšínskou hořčici.
- Schmorkraut je jednoduché ale vydatné jídlo z bílého zelí a mletého masa. Podává se s bramborami.
- Kochklopse zvané také Königsberger Kochklopse (užívat adjektivum „Königsberger“ nebylo v NDR povoleno) jsou kuličky z mletého masa s hořčičnou omáčkou, které se podávají s bramborami.

## Kulinářský kalendář
Saské kulinářské speciality jsou často sezónní, neboť ovoce a zelenina jsou chutnější, když jsou zralé, a také maso a ryby podléhají sezónním vlivům. Každou sezónu se v jednotlivých městech a obcích slaví festivaly, které mají obecné téma nebo se zaměřují na určitá jídla. Pitné a stravovací návyky vycházejí i z náboženských tradic, jako je půst.
| Měsíc    | Kulinářské události |
| -------- | --- |
| Leden    | |
| Únor     | |
| Březen   | Třetí březnovou neděli se v Seifhennersdorfu v Horní Lužici slaví Hornolužický den tkalců (Oberlausitzer Leinewebertag), kde se podává tradiční bezová polévka zvaná Holunderbeersuppe. |
| Duben    | Na začátku dubna začíná (v závislosti na teplotě půdy) chřestová sezóna. Dne 23. dubna se slaví německý den piva, neboť v tento den byl roku 1516 vydán související zákon. Na mnoha místech se konají pivařské akce, které pořádá Deutscher Brauer Bund. |
| Květen   | Chřestová sezóna. |
| Červen   | Dne 24. června končí na svatého Jana chřestová sezóna. Od poloviny června do poloviny července se koná Hornolužický gurmánský festival (Oberlausitzer Genussfestival). Řada restaurací v regionu nabízí knedlíky se slaninou a zelím zvané Stubberle či Stupperle. |
| Červenec | Do poloviny července pokračuje Hornolužický gurmánský festival (Oberlausitzer Genussfestival). Restaurace v regionu nabízejí knedlíky se slaninou a zelím zvané Stubberle či Stupperle. |
| Srpen    | |
| Září     | V oblasti Míšně, Radebeulu a Coswigu se konají vinařské slavnosti s nabídkou místního vína. |
| Říjen    | V říjnu (většinou druhý říjnový víkend) probíhá výlov ryb ve Wermsdorfu. Slavnostní výlov doprovází volba „královny ryb“. |
| Listopad | |
| Prosinec | Během adventu probíhá v Drážďanech vánoční trh Dresdner Striezelmarkt, který se koná pravidelně na náměstí Altmarkt již od roku 1434. Známými specialitami jsou Dresdner Stollen, Pfefferkuchen a Pflaumentoffel. Festival drážďanských štól se koná v sobotu před 2. adventem. Pečou se při něm obrovské štóly o hmotnosti asi 4 tuny a jeho součástí je i „Štolový průvod“, což je přehlídka drážďanských cukrářů a pekařů. |